# Joan X d'Antioquia
El patriarca Joan X (àrab: يوحنا العاشر, Yūḥannā al-ʿĀxir), nascut Hani Yazigi (àrab: هاني يازجي, Hānī Yāzijī) (Latakia, 1 de gener de 1955) és el primat del Patriarcat Grec Ortodox d'Antioquia i tot l'Orient.

## Orígens
Hani Yaziji, cristià ortodox grec, nasqué a Latakia, Síria. El seu pare, Mounah Yazigi, era professor de llengua àrab d'ascendència arabo-siriana, originari del poble de Marmarita, a Wadi al-Nasara, i la seva mare libanesa, Rosa Moussi, era de Trípoli. El seu germà és el bisbe Boulos Yazigi, que fou metropolità d'Alep fins al seu segrest i desaparició el 2013, durant la guerra civil siriana. Hani es graduà a la Universitat Tishreen amb una llicenciatura en enginyeria civil, després es llicencià en Teologia el 1978 a l'Institut de Teologia de Sant Joan de Damasc a la Universitat de Balamand. El 1983 es va graduar a la Facultat de Teologia de la Universitat Aristotèlica de Tessalònica en l'especialitat de litúrgia. També és llicenciat en música romana d'Orient pel Conservatori de Música Bizantina de Tessalònica.

## Ordenació i episcopat
Fou ordenat diaca el 1979 i sacerdot el 1983. El 24 de gener de 1995 fou consagrat com a bisbe vicari d'Al-Husn. Després de la seva consagració, el bisbe Hani començà immediatament a treballar per reviure el monestir patriarcal de Sant Jordi, a Al-Humayrah, del qual en fou abat del 1995 al 2002. Gràcies al seu treball, el monestir esdevingué un centre de vida espiritual i pública de la zona.
Entre 1981 i 2008 fou professor de litúrgia al Seminari de Balamand. Des del 1989 al 1992, i de nou del 2001 al 2005, també fou rector del seminari. Durant el seu segon mandat com a rector, també fou abat del monestir de Balamand. El 17 de juny de 2008 fou escollit metropolità d'Europa Occidental i Central. Fou entronitzat pel patriarca d'Antioquia Ignasi IV. El 19 d'agost de 2010 el seu títol canvià a «metropolità d'Europa».

## Patriarcat
El 17 de desembre de 2012, dotze dies després de la mort de l'anterior patriarca, Ignasi IV, Hani Yazigi fou escollit Patriarca d'Antioquia. Fet inesperat, ja que Yazigi només havia estat membre del Sant Sínode durant poc menys de cinc anys, després d'haver estat elegit a la Seu Metropolitana d'Europa Occidental i Central el 2008. El procediment habitual per a l'elecció d'un patriarca requereix que tots els candidats hagin estat membres del Sant Sínode durant almenys 5 anys, però hi ha informes que afirmen que el sínode acordà no aplicar aquesta norma per a aquella elecció. El patriarca Joan X arribà a Damasc el 20 de desembre de 2012 per a les pregàries a la Catedral Mariamita de Damasc, on rebé felicitacions, entre altres, de les autoritats civils (entre ells el Ministre d'Afers Presidencials de la República Àrab Siriana, Mansour Fadlallah Azzam, en representació del president de Síria). El diumenge 23 de desembre de 2012 el Patriarca electe oferí la solemne divina litúrgia d'instal·lació i acció de gràcies.
Durant el seu sermó de presa de possessió el patriarca Joan X mostrà el seu rebuig a les interferències occidentals en la guerra civil de Síria, així com la seva intenció de promoure la coexistència pacífica amb els musulmans i la resta de sirians. L'ambaixador de la Federació Russa a Damasc, Azmatullah Kulmohammadov, destacà el ferm suport de Rússia a la unitat nacional siriana, la pau nacional i la fi de la guerra civil. En resposta, el patriarca ortodox d'Antioquia feu una crida a tot el poble sirià a defensar la seva unitat nacional i a combatre la inestabilitat i la inseguretat.
El 10 de febrer de 2013 Joan X fou entronitzat formalment com a bisbe metropolità d'Antioquia (la seu habitual del patriarca d'Antioquia), deixant de ser metropolità d'Europa. Aquest fet inicia formalment el regnat patriarcal de Joan X. L'entronització, com exigeix la tradició, fou duta a terme a la Catedral Mariamita de Damasc, la principal església de la seu d'Antioquia. No obstant això, degut a la guerra civil a Síria, el servei fou forçosament restringit. El 17 de febrer de 2013 es feu un segon servei d'entronització a la catedral de Sant Nicolau, a Achrafieh (un dels districtes cristians més antics de Beirut), al qual assistiren cristians ortodoxos d'Antioquia d'arreu del món, i especialment el president i primer ministre del Líban, així com el patriarca de l'Església Catòlica Maronita. Durant el sermó el patriarca prometé que l'Església d'Antioquia entaularia un diàleg basat en el respecte mutu. També es comprometé a continuar l'ajuda del Patriarcat a totes les famílies, nens i dones que pateixen com a conseqüència del conflicte; i a treballar conjuntament amb la comunitat musulmana, dient: «Els musulmans són companys de la nació, i els nostres vincles amb ells van més enllà de la convivència; compartim amb ells la responsabilitat de construir un [millor] futur i d'enfrontar-nos als perills».
L'abril de 2018 Joan X, juntament amb els altres patriarques d'Antioquia, el Moran Mor Ignasi Efrem II, patriarca de l'Església Ortodoxa Siríaca, i Youssef Absi, patriarca de l'Església Catòlica Melquita, condemnaren fermament els atacs amb míssils de 2018 contra Síria duts a terme pel Regne Unit, França i els EUA. Van dir que els bombardeigs «eren una clara violació de les lleis internacionals i de la Carta de l'ONU"», i que «l'agressió injusta anima les organitzacions terroristes i els dona impuls per continuar en el seu terrorisme». Durant una visita de l'eurodiputat grec Nikolas Faranduris el 8 de març de 2025, Joan X feu una crida per «aturar el vessament de sang» després d'una sèrie d'assassinats massius de cristians sirians davant l'escassetat d'aliments i medicaments.